# Attabad-See
Der Attabad-See (auch Gojal-See) ist ein Abdämmungssee in Gilgit-Baltistan, Pakistan. Der See entstand, nachdem ein am 4. Januar 2010 abgegangener Bergsturz den Fluss Hunza aufstaute. Der durch den Bergsturz gebildete Staudamm liegt etwa 12 km flussaufwärts der Stadt Karimabad.
Im Mai 2010 erstreckte sich der See über eine Länge von rund 16 (bzw. 21) km. Sein Volumen wurde zu diesem Zeitpunkt auf 407 Mio. m³ (0,33 Mio. acre-feet) bzw. 450 bis 500 Mio. m³ Wasser geschätzt.
Als der See entstand, wurde der Karakorum Highway auf einer Länge von 25 km überflutet; durch den Bergsturz wurde auch ein Teil des Highways verschüttet. Im September 2015 wurde eine Umfahrungsstraße mit mehreren Tunneln eröffnet, so dass der durch den Bergsturz beschädigte Karakorum Highway wieder durchgängig befahrbar wurde.